# Avenida Marquês de São Vicente
A Avenida Marquês de São Vicente é uma importante via da cidade de São Paulo, capital do estado homônimo, Brasil. Até meados dos anos 80 chamava-se Avenida Emissários.
É o local onde um avião King Air F90 caiu e explodiu em 7 de fevereiro de 2025. Duas pessoas que estavam na aeronave morreram.

## Pontos de interesse
Avenida Marquês de São Vicente
- Walmart Pacaembu
- Fórum Trabalhista - Ruy Barbosa
- Fórum Criminal - Min. Mário Guimarães
- Playcenter
- T.U.P.
- Federação Paulista de Futebol
- Playball Pompeia
- MercadoCAR

Avenida Ermano Marchetti
- Nacional Atlético Clube
- Estádio Nicolau Alayon
- Centro de Treinamento do São Paulo FC
- Centro de Treinamento do Palmeiras
- UNIP Campus Marquês
- Rádio e TV Cultura
- Cursinho da Poli
- Superintendência da Polícia Federal em São Paulo
- Faculdades Integradas Rio Branco
- Siemens
- Bar Lucena

Rua Sérgio Tomás
- Gaviões da Fiel
- Playball Bom Retiro
- Sam's Club Bom Retiro
- Legião da Boa Vontade (LBV)

Rua Norma Pieruccini Giannotti
- Oficina Boracea
- Camisa Verde e Branco